# 偽装
偽装（ぎそう）とは、事実とは異なるのにあたかもそれが本当であるかのように偽ることや、実態と異なる形態で契約等がされていることなどを言う。

## 偽装の例
偽装の詳細と、個々の偽装事件の例については、リンク先各記事を参照。

### 学術専門書の著者名
2015年12月14日、韓国で110の大学の179人の教授が、他人の研究書の表紙だけを替えて自分の著書と偽り出版したとして著作権法違反で起訴された。韓国では1980年代から表紙の掛け替えによる本の偽装が行われている。原著者には「共著者の名前変更による新たな出版機会や印税収入の確保」、新著者には「研究実績や学問的な権威の獲得」、出版社には「在庫処分や教材の販売機会の確保」という、三者三様の利益があったという。

### 商業・商品
- 偽装表示 - 生産地や消費期限・賞味期限などの商品表示を偽る。
  - 食品偽装 - 食品に関して偽装表示を行う。
  - 産地偽装 - 生産地を偽って表示する。
- 偽装ラブホテル - ラブホテル以外のホテル（ビジネスホテル・レジャーホテル・リゾートホテルなど）を称するが、実態としてはラブホテルとして営業しているホテル。

### 生活・労働
- 偽装請負 - 業務請負・業務委託・委任の契約を結んでいるが、実態としては労働者供給・労働者派遣である状態。
- 偽装出向 - 出向の契約を結んでいるが、実態としては労働者供給・労働者派遣である状態。
- 偽装結婚 - 婚姻生活をしないにもかかわらず、法的に婚姻関係となる。
- 偽装離婚 - 法的には婚姻関係を解消しながら、実態としては婚姻生活を続ける。
- 偽装棄教 - 表面的にはある信仰を捨てたように装いながら、ひそかにその信仰を続ける（例：隠れキリシタン）。

### 組織
- 偽装サークル - 実態と異なる活動を標榜する大学サークル。

### IT
- 偽装セキュリティツール - セキュリティソフトを装って表示し、ユーザーから金銭をだまし取るマルウェア。
- ファイル偽装

### 軍事
- 偽旗作戦 - 戦争に於いて、敵兵に偽装する戦術。ジュネーブ条約で違反とされている。戦史における実例として、第二次世界大戦のドイツ軍が西部戦線で行った「グライフ作戦」など。
- 暗器 - 暗殺用に偽装された武器。
- カモフラージュ